# Tommaso Arezzo
Tommaso Arezzo (Orbetello, 16 dicembre 1756 – Roma, 3 febbraio 1833) è stato un cardinale e arcivescovo cattolico italiano.

## Biografia
Nacque a Orbetello, all'epoca parte dello Stato dei Presidi, da una famiglia aristocratica modicana: suo padre Orazio era ufficiale dell'esercito delle Due Sicilie, in passato ministro della guerra e prefetto di Napoli, mentre la madre, Maria Anna FitzGerald e Browne dei duchi di Leinster, era irlandese. Tommaso Arezzo studiò al collegio Nazareno di Roma, retto dagli Scolopi. Divenne principe dell'Accademia degli Incolti, interna al medesimo collegio, nel 1777. Ordinato sacerdote, venne chiamato da Pio VI alla prelatura personale; in seguito divenne vicelegato di Bologna, governatore di Fermo, Perugia e Macerata; Pio VII, infine, lo nominò delegato di quest'ultima città.
Pio VII gli affidò incarichi diplomatici a San Pietroburgo e a Dresda; fu inviato a Berlino, quando la città prussiana venne occupata dalle truppe napoleoniche (27 ottobre 1806). Con l'invasione di Roma da parte delle truppe francesi di Miollis (2 febbraio 1808) Arezzo venne richiamato a Roma da Papa Pio VII che lo nominò pro-governatore della città. Subì pertanto la sorte degli altri funzionari dell'amministrazione papale: imprigionato e deportato a Bastia (aprile 1808).
Nel 1813 riuscì a recarsi in Sardegna, isola non conquistata da Napoleone e nella quale risiedeva Vittorio Emanuele I di Savoia il quale si servì della sua esperienza. Tornò a Roma dopo il ritorno di Pio VII (24 maggio 1814) e venne nominato procommissario del Sant'Uffizio e membro della Congregazione per la Riforma. Infine, nel concistoro dell'8 marzo 1816 fu creato cardinale presbitero del titolo di San Pietro in Vincoli e legato apostolico di Ferrara, città che governò con grande mitezza per quattordici anni. Cardinale vescovo di Sabina nel 1820, tornò a Roma come Vicecancelliere e insignito del titolo cardinalizio di San Lorenzo in Damaso nel 1830. Morì il 3 febbraio 1833, all'età di 76 anni, e venne seppellito nella basilica di San Lorenzo in Damaso.

## Genealogia episcopale e successione apostolica
La genealogia episcopale è:
- Cardinale Scipione Rebiba
- Cardinale Giulio Antonio Santori
- Cardinale Girolamo Bernerio, O.P.
- Arcivescovo Galeazzo Sanvitale
- Cardinale Ludovico Ludovisi
- Cardinale Luigi Caetani
- Cardinale Ulderico Carpegna
- Cardinale Paluzzo Paluzzi Altieri degli Albertoni
- Papa Benedetto XIII
- Papa Benedetto XIV
- Cardinale Enrico Enriquez
- Arcivescovo Manuel Quintano Bonifaz
- Cardinale Buenaventura Córdoba Espinosa de la Cerda
- Cardinale Giuseppe Maria Doria Pamphilj
- Cardinale Tommaso Arezzo

La successione apostolica è:
- Arcivescovo Domenico Benedetto Balsamo, O.S.B.